# Khe calor
«Khe calor» es una canción de la cantante mexicana Danna. Fue lanzada 17 de julio de 2025 por Universal Music México. El tema está inspirado en el icónico sample de los años 90, «Toma que toma».

## Presentaciones en vivo
Un hito importante fue la presentación de «KHE CALOR» en Jimmy Kimmel Live, donde Danna se convirtió en la primera intérprete femenina de pop mexicana en actuar en este reconocido programa estadounidense, según Info7 y La Magazin. Esta aparición marcó un paso significativo en su proyección internacional. Esa actuación marcó el debut en vivo de la canción.

## Créditos y personal
Créditos adaptados de Tidal.
| Producción - Danna - composición, producción, letrista, voz - Hoyer - composición, producción, letrista - Manuel Lara - composición, producción, letrista Técnico - Manuel Lara - ingeniero de grabación - Dave Kutch - ingeniero de masterización - Tom Norris - ingeniero de mezcla |

## Historial de lanzamiento
| Región | Fecha               | Formato                     | Discográfica           | Ref.  |
| ------ | ------------------- | --------------------------- | ---------------------- | ----- |
| Varios | 17 de julio de 2025 | Descarga digital, streaming | Universal Music México | [ 5 ] |